# S/2021 J 3
S/2021 J 3 ist einer der kleineren äußeren Monde des Planeten Jupiter.

## Entdeckung und Benennung
S/2021 J 3 wurde am 12. August 2021 durch den Astronomen Scott S. Sheppard (University of Hawaii) auf Aufnahmen entdeckt, die mit dem 6,5-m-Magellan-Baade-Teleskop am Las-Campanas-Observatorium angefertigt wurden. Die Entdeckung wurde etwa 1½ Jahre später, nachdem genügend Daten gesammelt werden konnten, durch das Minor Planet Center am 19. Januar 2023 bekannt gegeben, der Mond erhielt die vorläufige Bezeichnung S/2021 J 3.

## Bahneigenschaften
S/2021 J 3 umläuft Jupiter in 1 Jahr 278,8 Tagen auf einer elliptischen, retrograden Umlaufbahn zwischen 13.886.000 km und 29.219.000 km Abstand zu dessen Zentrum. Die Bahnexzentrizität beträgt 0,356, die Bahn ist 150,1° gegenüber der lokalen Laplace-Ebene von Jupiter geneigt.
Der Mond ist Bestandteil der sogenannten Ananke-Gruppe von Jupitermonden, die den Planeten mit Bahnhalbachsen zwischen 19,3 und 22,7 Millionen km, Bahnneigungen zwischen 145,7° und 154,8° und Bahnexzentrizitäten zwischen 0,02 und 0,28 retrograd umrunden.

## Physikalische Eigenschaften
S/2021 J 3 besitzt einen Durchmesser von etwa 2 km. Die absolute Helligkeit des Mondes beträgt 17,3 m.

## Erforschung
Der Beobachtungszeitraum von S/2021 J 3 erstreckt sich vom 12. August 2021 bis zum 15. Oktober 2022. Die Aufnahmen wurden mit dem 6,5-m-Magellan-Baade-Teleskop am Las-Campanas-Observatorium angefertigt; es liegen insgesamt 15 erdbasierte Beobachtungen über einen Zeitraum von 2 Jahren vor.